# 加氏底尾鱈
加氏底尾鱈，又稱鬚底尾鱈，為輻鰭魚綱鱈形目鼠尾鱈科的其中一種。

## 分布
本魚分布於西北太平洋區，包括日本駿河灣、中國東海及台灣東北部海域。

## 深度
水深350至700公尺。

## 特徵
本魚頭部寬大，口很大，端味，頦部有一極為小之頦鬚，下頷有大型鱗片2列，排成拱形。軀幹短；尾部側扁甚延長，愈近末端愈纖細；無尾鰭。喉部之前半部有鱗片分布；齒細小，排列呈帶狀。二背鰭間距甚窄，只餘一縫隙。體被中型圓鱗，易脫落。無發光器。體為淺棕色，各鰭有漸層變化隻黑色。體型可達50公分。此鱼长达50公分。

## 生態
本魚為深海底棲性魚類，緩慢游動於砂泥底質的海床上覓食小型蝦蟹。

## 經濟利用
無食用及觀賞價值，多充作下雜魚。